# Enicospilus quogiae
Enicospilus quogiae är en stekelart som beskrevs av Ian D. Gauld 1977. Enicospilus quogiae ingår i släktet Enicospilus och familjen brokparasitsteklar. Inga underarter finns listade i Catalogue of Life.